# Antecamarilla de embajadores

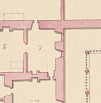
La antecamarilla (7) en el centro de la imagen, detalle de una copia del Plano de Gómez de Mora. Al norte, la antecámara; al este, el corredor superior del Patio del Rey; al oeste, la Cámara; y al sur, piezas de servicio.

La antecamarilla de embajadores fue una estancia del desaparecido Alcázar de Madrid, notoria por formar parte de las funciones ceremoniales dentro del conjunto de cuartos conocido como Cuarto del Rey.

## Historia
El origen de la sala se remonta al menos a mediados del siglo XVI y se encuentra reflejada en el conocido como Plano de Covarrubias, realizado por este arquitecto describiendo la planta principal del Alcázar de Madrid en ese momento.
Hacia 1565, junto con la vecina Cámara, estaba siendo decorada por Antonio il Ginovese, maestre Angelo y Pelegrín.
A principios del siglo XVIII la sala fue unida con la Cámara, situada al oeste, para formar la conocida como Pieza de Audiencias.

## Descripción
La sala se encontraba en la crujía oeste del Alcázar, precisamente al oeste del patio del Rey. En concreto se encontraba al sur de la Antecámara y al este de la Cámara. 
Era de forma cuadrilonga y contaba con una puerta en el lado norte, conectando con la antecámara; dos ventanas en el lado este, dando al corredor superior del patio del Rey; una chimenea en el muro sur; y una puerta en el lado oeste, comunicando con la Cámara. 
Se encuentra reflejada en el Plano de Gómez de Mora en 1625 bajo el número 7.
La sala recibe este nombre por ser el lugar donde los embajadores esperaban al monarca.
Guardaban las entradas a esta estancia y a la antecámara, los Ujieres de Cámara.

### Individuales
1. ↑  Bottineau, Yves (1972). «Aspects de la cour d'Espagne au XVIIe siècle : l'étiquette de la chambre du roi». Bulletin hispanique 74 (1): 138-157. doi:10.3406/hispa.1972.4071. Consultado el 29 de mayo de 2023.
2. ↑  Herranz Pérez, Juan (1997). «Dos "nuevos" dibujos del maestro real Gaspar de Vega: el primer plano del Alcázar de Madrid, atribuido a Alonso Covarrubias, y el plano de la casa de servicios del Palacio de El Pardo». Anuario del Departamento de Historia y Teoría del Arte (9): 117-132. ISSN 1130-5517. Consultado el 29 de mayo de 2023.
3. ↑  Íñiguez Almech, 1952, p. 73.
4. 1 2  Rodríguez Villa, Antonio (1875). Etiquetas de la casa de Austria. Medina y Navarro. pp. 48-49. Consultado el 29 de mayo de 2023.
5. ↑  Jiménez, Carlos Gómez-Centurión (30 de diciembre de 1996). «Etiqueta y ceremonial palatino durante el reinado de Felipe V: El reglamento de entradas de 1709 y el acceso a la persona del rey». Hispania 56 (194): 965-1005. ISSN 1988-8368. doi:10.3989/hispania.1996.v56.i194.721. Consultado el 26 de mayo de 2023.